# Seznam estonskih generalov
Seznam estonskih generalov.

## B
Herbert Lorentz Brede -

## H
Nikolai Helk -

## J
Aleksander Jaakson - Martin Jervan - Gustav Jonson -

## K
August Kasekamp - Hugo Kauler - Jaan Kruus - 

## L
Ants Laaneots - 
Johan Laidoner - 
Jaan Lukas -

## O
Johannes Orasmaa - 

## P
Aleksander Pulk - Johan Pitka (admiral) 

## R
Nikolai Reek - Rudolf Reiman - Tõnis Rotberg - 

## T
Richard Tomberg - August Traksmaa - 